# Томашовка (Брестская область)
Томашо́вка (бел. Тамашоўка) — агрогородок в составе Брестского района Брестской области Беларуси. Административный центр Томашовского сельсовета. Население — 1161 человек (2023). Поселение возникло как посёлок при станции Влодава на рубеже XIX—XX веков. До войны население Томашовки достигало четырёх тысяч человек, в основном евреев; в 1942 году здесь было создано еврейское гетто, в котором погибло около 2000 человек из Томашовки и соседних населённых пунктов. В 1940—1954 годах — посёлок городского типа, затем деревня, с 2007 года — агрогородок. В 1978 году был основан музей космонавтики, единственный в своём роде в Беларуси.

## География
Находится в 72 км южнее Бреста, в крайней юго-западной оконечности Беларуси в непосредственной близости с границами Польши (по реке Западный Буг) и Украины, в 5 км к северу от точки, где сходятся границы трёх стран. Действует международный пограничный переход на Украину. Работает железнодорожная станция Влодава на тупиковой ветке от станции Брест-Центральный (до Второй мировой войны действовало железнодорожное сообщение с Хелмом).
К югу от агрогородка имеется небольшое водохранилище Орхово с несколькими пляжами. В Томашовке 26 улиц и 3 переулка. Важнейшие из них — улица Гагарина (идёт в сторону Бреста), Пушкинская (в сторону деревни Орхово), Советская (от погранперехода на Украину в сторону города Влодава). Имеется автобусное сообщение с Брестом.

### Климат
Климат агрогородка — переходный от морского к континентальному, характеризуется достаточно мягкими зимами с продолжительными оттепелями. Воздушные массы переносятся в основном в направлении с запада на восток.
| Показатель                                                                         | Янв. | Фев. | Март | Апр. | Май  | Июнь | Июль | Авг. | Сен. | Окт. | Нояб. | Дек. |
| ---------------------------------------------------------------------------------- | ---- | ---- | ---- | ---- | ---- | ---- | ---- | ---- | ---- | ---- | ----- | ---- |
| Средний суточный максимум, °C                                                      | −0,7 | 1,0  | 6,4  | 13,7 | 19,0 | 22,3 | 24,4 | 23,8 | 18,4 | 12,2 | 6,5   | 1,5  |
| Средняя температура, °C                                                            | −2,9 | −1,8 | 2,4  | 9,0  | 14,5 | 18,0 | 20,1 | 19,4 | 14,4 | 8,8  | 4,2   | −0,4 |
| Средний суточный минимум, °C                                                       | −5,4 | −4,8 | −1,6 | 3,9  | 9,3  | 13,0 | 15,4 | 14,7 | 10,3 | 5,6  | 2,0   | −2,5 |
| Норма осадков, мм                                                                  | 44   | 41   | 49   | 54   | 76   | 76   | 90   | 68   | 66   | 50   | 46    | 46   |
| Источник: Климатические данные городов по всему миру. Дата обращения: 3 июня 2023. |      |      |      |      |      |      |      |      |      |      |       |      |

## История
В XIX веке название Томашовка имели фольварк (2 двора и 29 жителей в 1876 году) и посёлок (1 двор и 32 жителя) Приборовской волости Брестского уезда Гродненской губернии. Они принадлежали графу Томашу Замойскому.

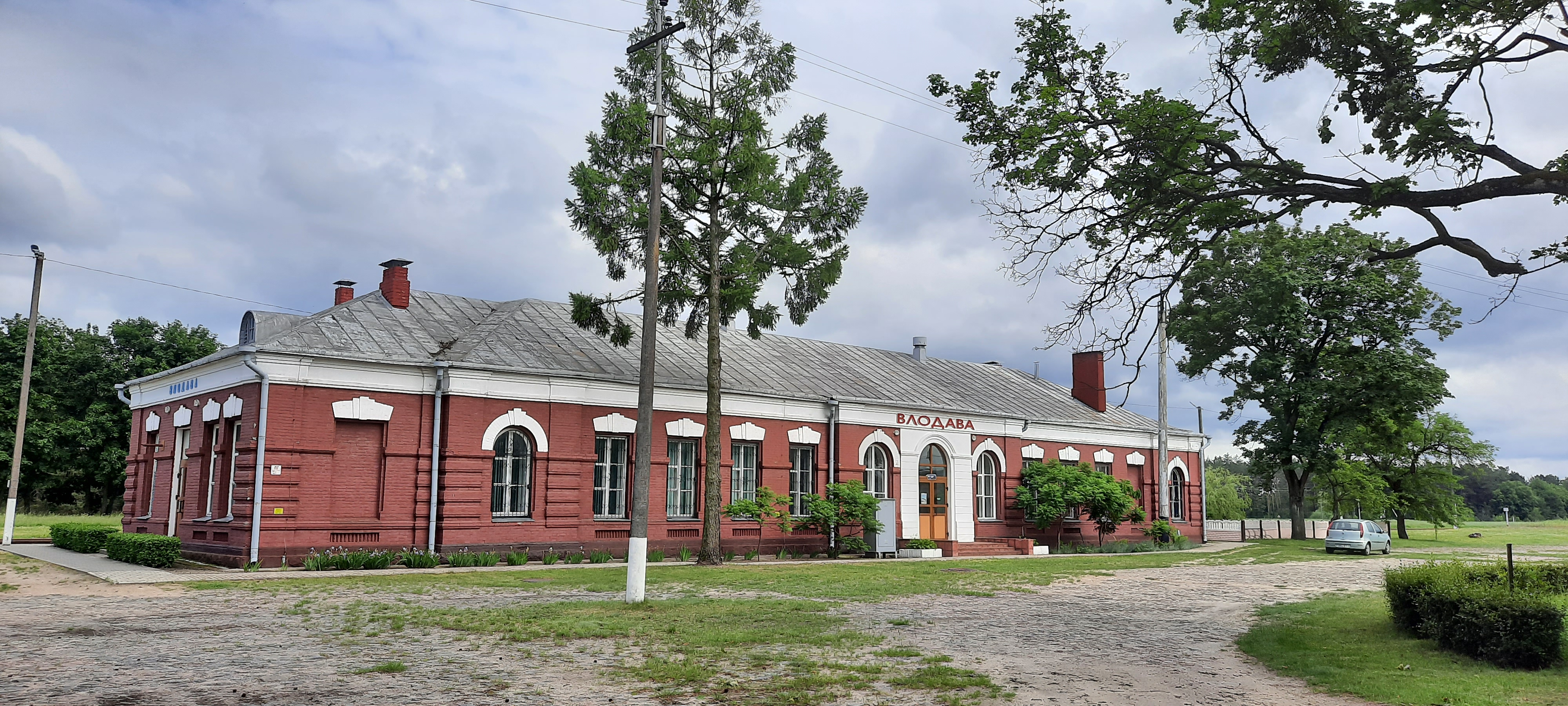
Здание железнодорожной станции (постройка начала XX века)

Пристанционный посёлок Влодава той же волости был основан около 1900 года на землях фольварка Томашовка для обслуживания станции Влодава железной дороги Хелм-Брест. В 1905 году в нём проживало 45 человек. В Первую мировую войну, в 1915—16 годах здесь шли бои между германскими, австро-венгерскими и российскими войсками, в которых погибло 1346 солдат с обеих сторон. В 1919 году кладбище с захоронениями погибших военнослужащих было благоустроено на средства Международного Красного Креста.
Согласно Рижскому мирному договору (1921) Томашовка вошла в состав межвоенной Польши, где принадлежала гмине Приборово Брестского повета Полесского воеводства. По переписи 1921 года в кордоне Томашовка было три жилых дома и 18 жителей (8 мужчин, 10 женщин; 17 поляков и 1 белорус). На железнодорожной станции Влодава (ныне в черте Томашовки) — 21 жилое и 3 прочих обитаемых здания, 185 жителей (98 мужчин, 87 женщин), из них 129 поляков, 36 белорусов, 11 евреев и 9 русских (по вероисповеданию — 128 римских католиков, 46 православных и 11 иудеев).
Рядом, на противоположном берегу от города Влодава, находилось местечко Влодавка, где проживали в основном евреи. После административной реформы 1928 года все эти населённые пункты (кроме города) вошли в состав гмины Домачево. После Первой мировой войны евреи с Влодавки купили земли фольварка Томашовка; постепенно они стали переселяться в Томашовку, которая стала центром торговли лесом, рыбой, мукой и крупным рогатым скотом в связи с близостью к железнодорожной станции и к городу Влодава. Число дворов в 1930-х годах превысило 200, а население увеличилось до 3 тысяч жителей к 1937 году (большей частью евреев).
В 1939 году после раздела Польши населённый пункт вошёл в состав Белорусской Советской Социалистической Республики; в 1940 году население составляло 4150 человек в 411 дворах. Томашовка получила статус рабочего посёлка в составе Домачевского района Брестской области.
Во время Второй мировой войны с июня 1941 года по 22 июля 1944 года Томашовка была оккупирована немецкими войсками. В июле 1942 года здесь было создано еврейское гетто, где по одним данным — к концу июля, по другим — 20 сентября 1942 года было убито 2000 местных евреев, в том числе из соседних населённых пунктов. Об этом напоминает обелиск, уставленный в 1954 году.
В 1949 году в деревне Приборово был создан колхоз им. Дзержинского, куда вошла и Томашовка. 10 марта 1954 года рабочий посёлок Томашовка преобразован в деревню. С 1956 года — в составе Брестского района.

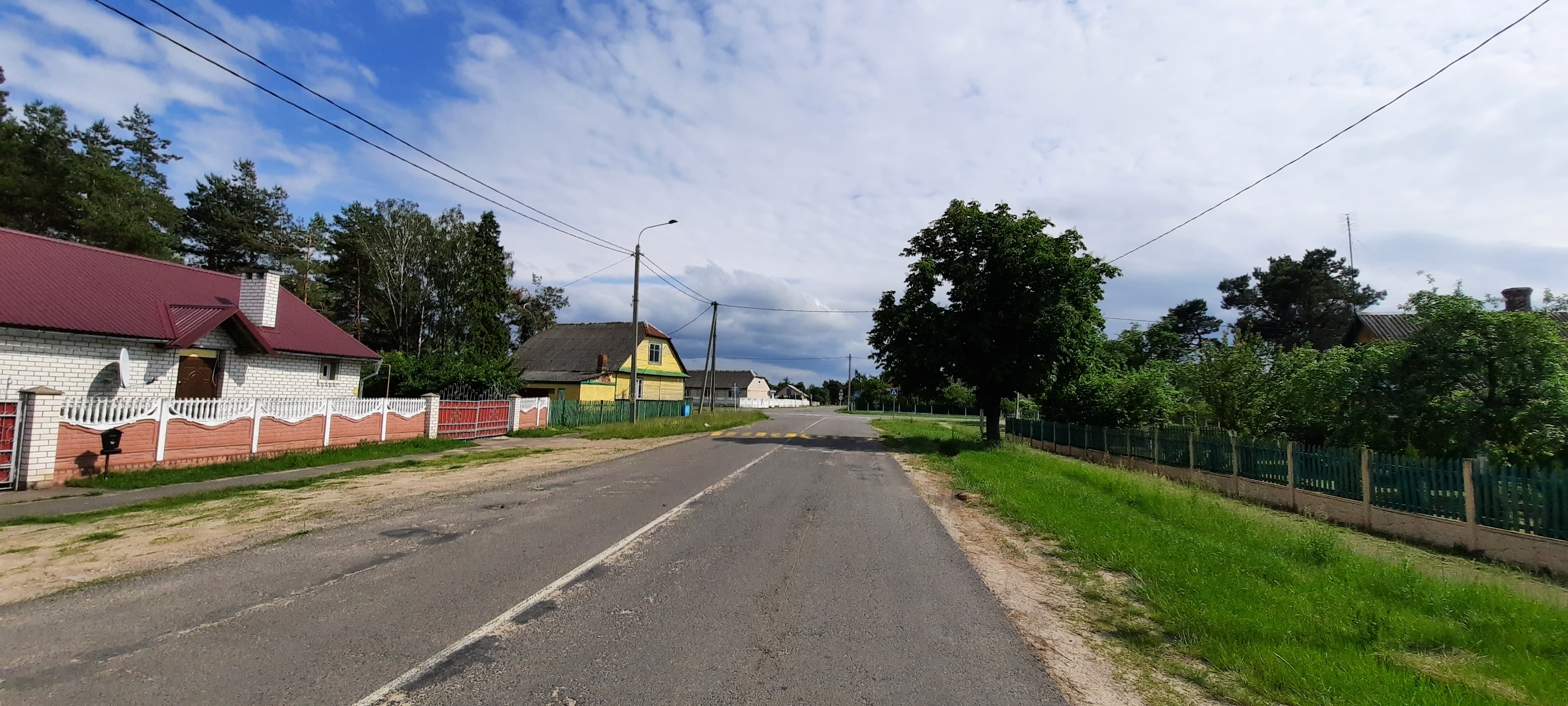
Панорама Томашовки

В 2003 году построен спорткомплекс «Звёздный» рядом с реконструированной школой. В 2005 году была реконструирована молочно-товарная ферма ОАО «Комаровка», а в 2007 году деревня Томашовка одной из первых в районе получила статус агрогородка.

## Население
На 1 февраля 2023 года здесь насчитывался 1161 человек в 458 хозяйствах, в том числе 241 человек моложе трудоспособного возраста, 658 человек в трудоспособном возрасте и 262 человека старше трудоспособного возраста.
| Год  | Численность | Численность |
| ---- | ----------- | ----------- |
| 1905 | 45          | [ 18 ]      |
| 1921 | 203         | [ 19 ]      |
| 1940 | 4150        | [ 20 ]      |
| 1959 | 756         | [ 20 ]      |
| 1970 | 898         | [ 20 ]      |
| 1999 | 1183        |             |
| 2009 | 1131        | [ 21 ]      |
| 2019 | 1235        | [ 21 ]      |

## Инфраструктура

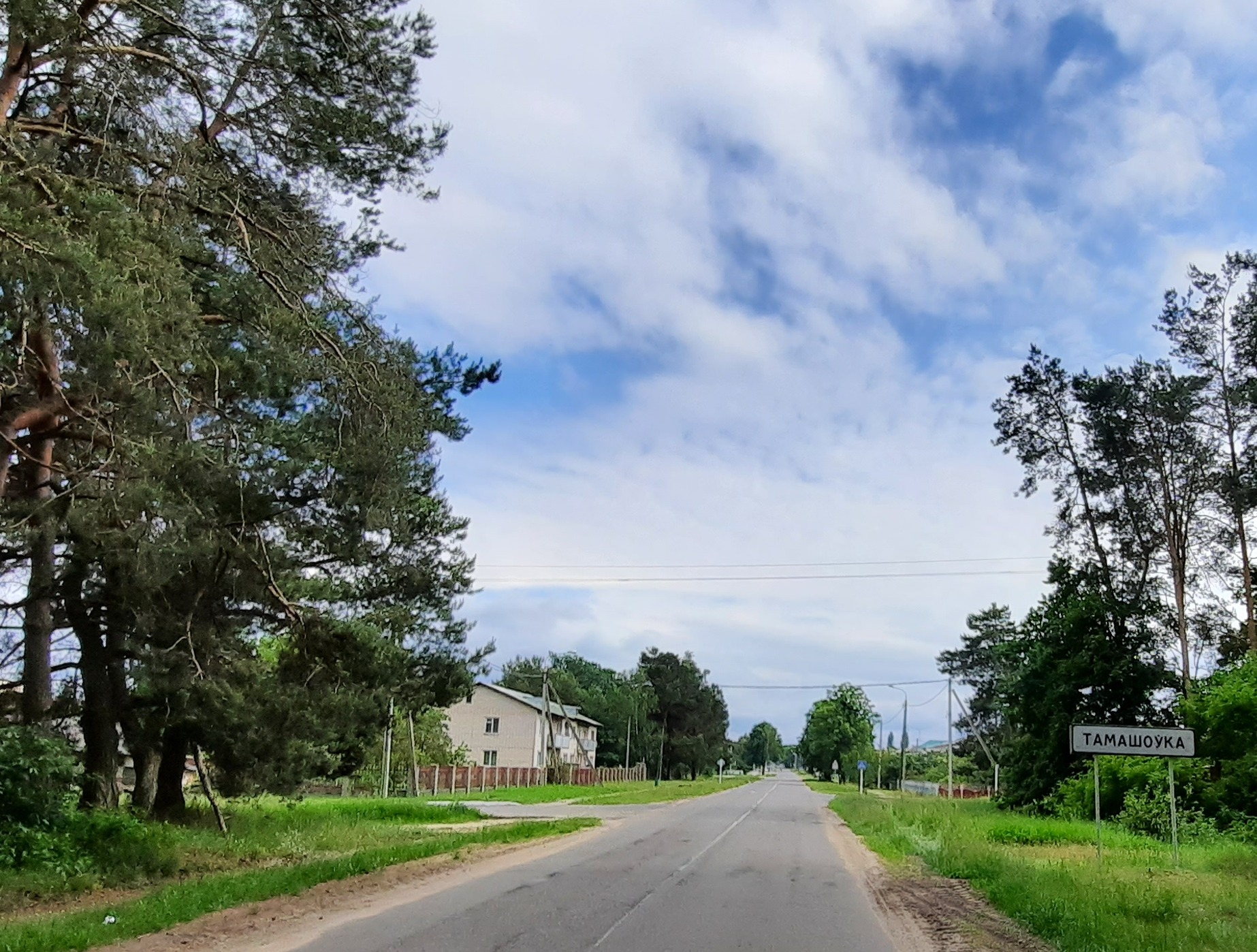
Дорожный знак с названием населённого пункта на белорусском языке при въезде в Томашовку

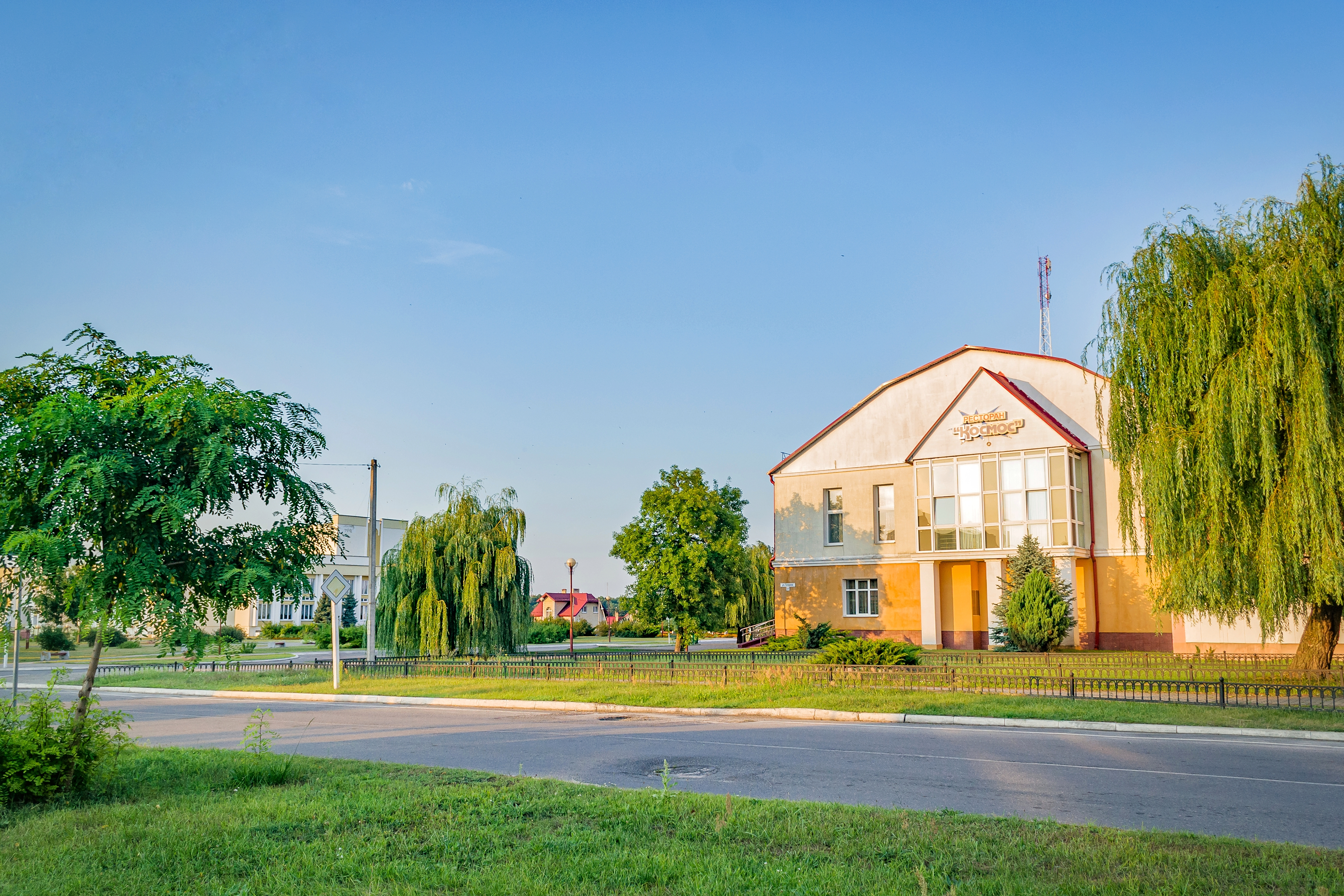
Ресторан «Космос»

Агрогородок газифицирован, есть водопровод и канализация. Имеются следующие объекты инфраструктуры:
- ГУО «Томашовская средняя школа имени П. И. Климука» (нынешнее здание построено в 1971 и реконструировано в 2003 году[17], 339 учеников и 72 работника[2]);
- ГУО «Ясли-сад аг. Томашовка» (построен в 1982 году, 70 воспитанников и 29 работников[2]);
- Филиал «Комаровка Агро» ОАО «Батчи»[2];
- Комбикормовый завод[22];
- Томашовская врачебная амбулатория (13 работников[2]);
- Областной детский центр медицинской реабилитации (до 2005 года — противотуберкулёзный детский санаторий «Ёлочка»)[17];
- Гостиница «Славянка»[17] на 80 мест[23];
- Сельский дом культуры с библиотекой[2];
- Ресторан «Космос»[1];
- Спортивно-оздоровительный комплекс ОАО «Комаровка»[1];
- Аптека, несколько магазинов, автозаправочная станция «Белоруснефть»[1];
- Отделение Беларусбанка[1];
- Почтовое отделение[1].

## Культура
- В 1978 году был открыт музей космонавтики в средней школе агрогородка Томашовка, где учился дважды Герой Советского Союза П. И. Климук[24]. Музей является единственным в своём роде в Беларуси[23].

## Достопримечательности

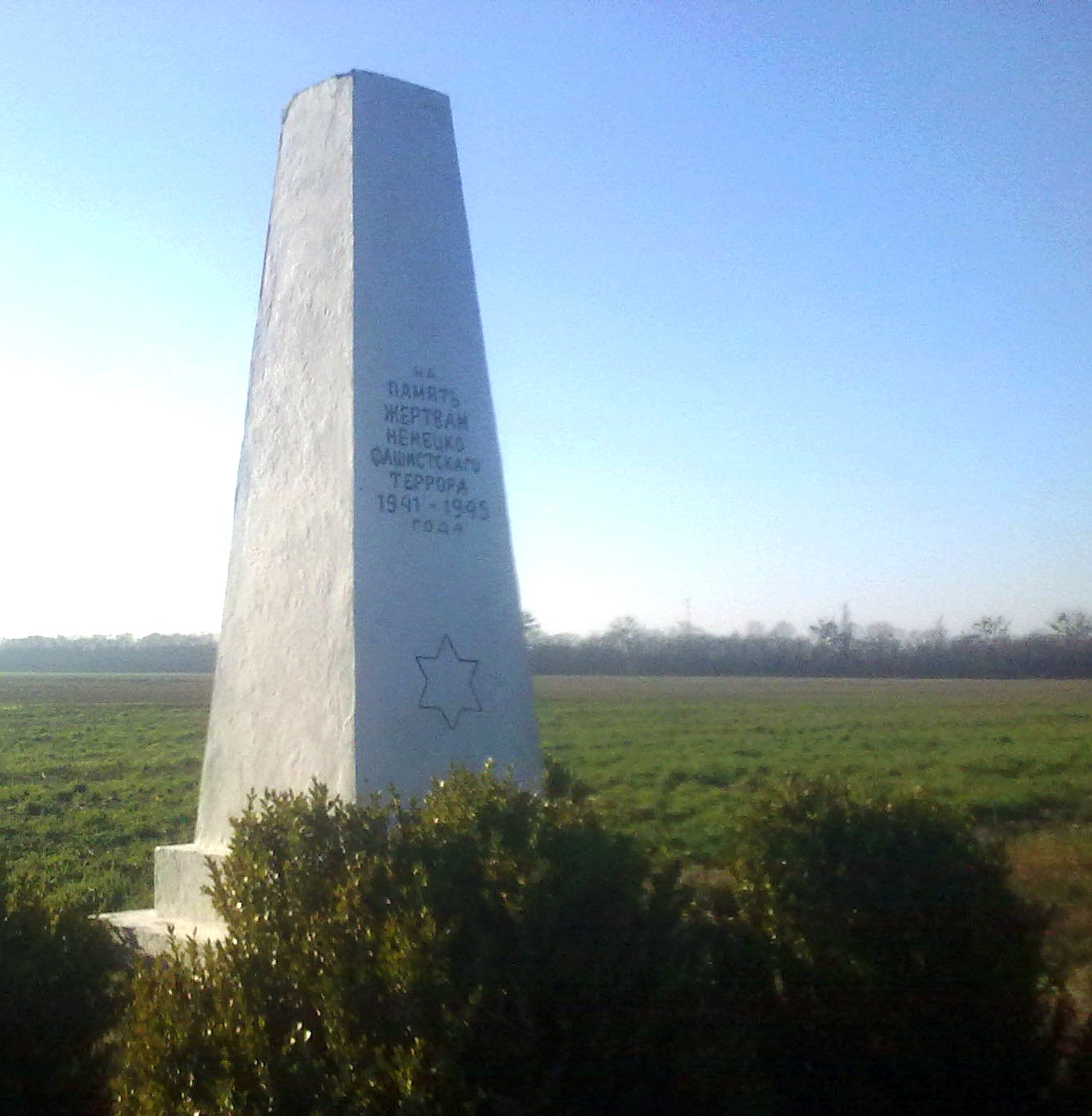
Обелиск «На память жертвам немецко-фашистского террора 1941—1945 года»

- Здание железнодорожной станции Влодава (начало XX века)[25].
- Кладбище солдат времён Первой мировой войны (в пределах ограды), ул. Советская, 1915—1916 гг. —  Историко-культурная ценность Республики Беларусь, шифр 113Д000116. Похоронено 1346 солдат с обеих сторон[26].
- Братская могила советских пограничников (1941 года) —  Историко-культурная ценность Республики Беларусь, шифр 113Д000118. Похоронено 22 пограничника, погибших 22 июня 1941 года. В 1969 году установлена стела[11].
- Могила жертв фашизма и обелиск (1954 года) —  Историко-культурная ценность Республики Беларусь, шифр 113Д000117. Расположена рядом с деревней, около автомобильной дороги Р-94 «Брест — граница Республики Польша (Домачево)». Похоронено более двух тысяч евреев, убитых в 1942 году при ликвидации местного гетто[15].
- Храм Покрова Пресвятой Богородицы, освящённый в 1996 году[27].

#### Памятники
- Бюст П. И. Климука, открытый в 2000 году[28];
- Памятник-самолёт МиГ-23 образца 1971 года. Установлен в июне 2009 года на площади перед зданием Томашовской средней школы[29].